# Heinz-Kühn-Stiftung
Die Heinz-Kühn-Stiftung ist eine Stiftung privaten Rechts mit Sitz in Düsseldorf. Sie fördert begabte Nachwuchsjournalisten aus Nordrhein-Westfalen (NRW) mit Auslandsstipendien und ausländische Journalisten mit der Vergabe von Stipendien in NRW. Namensgeber ist der SPD-Politiker Heinz Kühn, der von 1966 bis 1978 Ministerpräsident von NRW war.

## Geschichte
Die Stiftung wurde 1982 von dem damaligen Ministerpräsidenten Nordrhein-Westfalens, Johannes Rau als eine Stiftung des privaten Rechts gegründet, welche ausschließlich und unmittelbar gemeinnützige Zwecke verfolgt. Die Heinz-Kühn-Stiftung finanziert ihre Stipendien aus den Erträgen, die das Stiftungsvermögen erwirtschaftet. Das vom Land NRW zur Gründung aufgebrachte Stiftungskapital betrug 500.000 DM.

## Zielsetzung
Die Stiftung hat im Wesentlichen zwei Schwerpunkte: zum einen die Förderung begabter Nachwuchs-Journalisten aus NRW in Form von Auslandsstipendien, zum anderen die Vergabe von Stipendien in NRW an junge ausländische Journalisten. Die Herausgabe von Jahrbüchern seit 1985 dokumentiert das Ergebnis der bis zu drei Monate geförderten Auslandsaufenthalte sowie der dreimonatigen Inlandsstipendien, die vornehmlich an Antragsteller aus Entwicklungsländern vergeben werden. Ab dem Jahrbuch 1996 sind diese Erfahrungsberichte auch online über die Homepage der HKS als PDF-Dateien abrufbar. Der solidarische Grundgedanke findet auch im Slogan der Organisation seinen Ausdruck – Mit der Heinz-Kühn-Stiftung die Eine Welt erleben. Viele der Stipendiaten früherer Jahrgänge wurden bekannte Print- und Fernsehjournalisten.

## Kuratorium
Die Entscheidung über die Vergabe der Stipendien wird nach Prüfung der Anträge vom Kuratorium der Heinz-Kühn-Stiftung gefällt, dessen Vorsitz der jeweilige Ministerpräsident von NRW innehat. Nachdem Johannes Rau 1999 zum Bundespräsidenten gewählt worden war, hatten seine Amtsnachfolger Wolfgang Clement (1999 bis 2002), Peer Steinbrück (2002 bis 2005), Jürgen Rüttgers (2005 bis 2010), Hannelore Kraft (2010 bis 2017) und Armin Laschet (2017 bis 2021) diesen Posten inne. Seit seiner Wahl am 27. Oktober 2021 ist Ministerpräsident Hendrik Wüst Vorsitzender des Kuratoriums der Stiftung. Die weiteren Mitglieder des Kuratoriums sind (Stand März 2023):
- Karl Hans Arnold, ehemaliger Herausgeber der Rheinischen Post
- Erik Bettermann, Präsident des Gustav-Stresemann-Institut e. V. und ehemaliger Intendant der Deutschen Welle
- Ulrike Flach, parlamentarische Staatssekretärin a. D., Bundesministerium für Gesundheit (Deutschland), FDP-Politikerin
- Carina Gödecke, Präsidentin des Landtags NRW a. D., (SPD)
- Sabine Graf (Gewerkschafterin), stellvertretende Vorsitzende des DGB in Nordrhein-Westfalen, (CDU)
- Thomas Kemper, Staatssekretär a. D. für Medien, ehem. Regierungssprecher, (CDU)
- Armin Laschet, Ministerpräsident NRW a. D., Mitglied des deutschen Bundestages, (CDU)
- Peter Limbourg, Intendant der Deutschen Welle
- Heinrich Meyer, Vorstand der Stiftung Presse-Haus NRZ
- Norbert Römer, ehemaliger Vorsitzender der SPD-Fraktion im Landtag NRW
- Barbara Steffens, Staatsministerin a. D., BÜNDNIS 90/DIE GRÜNEN

## Stipendiaten (Auswahl)
- Karl Doemens, Journalist, USA-Korrespondent der Frankfurter Rundschau (FR) und des RedaktionsNetzwerk Deutschland (RND)
- Dirk Kurbjuweit, Journalist, Autor, Schriftsteller, Spiegel-Korrespondent
- Thomas Ludwig, Journalist und Reporter für Außen- und Wirtschaftspolitik bei NOZ Medien[4]
- Gerda Meuer, Journalistin, Programmdirektorin der Deutschen Welle
- Elisabeth Niejahr, Journalistin, Autorin, Mitglied der Geschäftsführung der gemeinnützigen Hertie-Stiftung
- Richard David Precht, Philosoph, Schriftsteller und Publizist
- Jörg Thadeusz, Journalist, Radio- und Fernsehmoderator